# Kabinet-Sukselainen II
Het kabinet–Sukselainen II was de regering van de Republiek Finland van 13 januari 1959 tot 15 augustus 1961.

## Kabinet–Sukselainen II (1959–1961)
| Ambtsbekleder                 | Ambtsbekleder     | Ambtsbekleder                 | Functie(s)                         | Ambtstermijn    | Ambtstermijn     | Partij(en)                     |
| ----------------------------- | ----------------- | ----------------------------- | ---------------------------------- | --------------- | ---------------- | ------------------------------ |
|                               | Jussi Sukselainen | Jussi Sukselainen (1906–1995) | Premier                            | 13 januari 1959 | 3 juli 1961      | Centrumpartij                  |
|                               | Eemil Luukka      | Eemil Luukka (1892–1970)      | Premier                            | 3 juli 1961     | 15 augustus 1961 | Centrumpartij                  |
|                               | Ralf Törngren     | Ralf Törngren (1899–1961)     | Vicepremier                        | 13 januari 1959 | 16 mei 1961      | Zweedse Volkspartij in Finland |
|                               | Eemil Luukka      | Eemil Luukka (1892–1970)      | Vicepremier                        | 19 mei 1961     | 3 juli 1961      | Centrumpartij                  |
|                               | Kauno Kleemola    | Kauno Kleemola (1906–1965)    | Vicepremier                        | 3 juli 1961     | 15 augustus 1961 | Centrumpartij                  |
|                               | Eino Palovesi     | Eino Palovesi (1904–1980)     | Minister van Binnenlandse Zaken    | 13 januari 1959 | 4 februari 1960  | Centrumpartij                  |
|                               | Eemil Luukka      | Eemil Luukka (1892–1970)      | Minister van Binnenlandse Zaken    | 4 februari 1960 | 12 april 1962    | Centrumpartij                  |
|                               | Ralf Törngren     | Ralf Törngren (1899–1961)     | Minister van Buitenlandse Zaken    | 13 januari 1959 | 16 mei 1961      | Zweedse Volkspartij in Finland |
|                               | Jussi Sukselainen | Jussi Sukselainen (1906–1995) | Minister van Buitenlandse Zaken    | 16 mei 1961     | 19 juni 1961     | Centrumpartij                  |
|                               | Ahti Karjalainen  | Ahti Karjalainen (1923–1990)  | Minister van Buitenlandse Zaken    | 19 juni 1961    | 12 april 1962    | Centrumpartij                  |
|                               | Wiljam Sarjala    | Wiljam Sarjala (1901–1977)    | Minister van Financiën             | 13 januari 1959 | 12 april 1962    | Centrumpartij                  |
|                               |                   | Antti Hannikainen (1910–1976) | Minister van Justitie              | 13 januari 1959 | 14 april 1961    | Centrumpartij                  |
|                               |                   | Pauli Lehtosalo (1910–1989)   | Minister van Justitie              | 14 april 1961   | 12 april 1962    | Centrumpartij                  |
|                               |                   | Leo Häppölä (1911–1998)       | Minister van Defensie              | 13 januari 1959 | 15 augustus 1961 | Centrumpartij                  |
|                               | Ahti Karjalainen  | Ahti Karjalainen (1923–1990)  | Minister van Economische Zaken     | 13 januari 1959 | 19 juni 1961     | Centrumpartij                  |
|                               | Björn Westerlund  | Björn Westerlund (1912–2009)  | Minister van Economische Zaken     | 19 juni 1961    | 15 augustus 1961 | Zweedse Volkspartij in Finland |
|                               | Vieno Simonen     | Vieno Simonen (1898–1994)     | Minister van Sociale Zaken         | 13 januari 1959 | 12 april 1962    | Centrumpartij                  |
|                               | Heikki Hosia      | Heikki Hosia (1907–1997)      | Minister van Onderwijs             | 13 januari 1959 | 12 april 1962    | Centrumpartij                  |
|                               | Kauno Kleemola    | Kauno Kleemola (1906–1965)    | Minister van Transport             | 13 januari 1959 | 26 februari 1962 | Centrumpartij                  |
|                               | Einari Jaakkola   | Einari Jaakkola (1900–1992)   | Minister van Landbouw              | 13 januari 1959 | 15 augustus 1961 | Centrumpartij                  |
| Ministers zonder portefeuille |                   |                               |                                    |                 |                  |                                |
| Ambtsbekleder                 | Ambtsbekleder     | Ambtsbekleder                 | Functie(s)                         | Ambtstermijn    | Ambtstermijn     | Partij(en)                     |
|                               |                   | Pauli Lehtosalo (1910–1989)   | Minister voor Belastingzaken       | 13 januari 1959 | 14 april 1961    | Centrumpartij                  |
|                               |                   | Juho-Eino Niemi (1911–1981)   | Minister voor Belastingzaken       | 14 april 1961   | 12 april 1962    | Centrumpartij                  |
|                               |                   | Eeli Erkkilä (1909–1963)      | Minister voor Maatschappelijk Werk | 13 januari 1959 | 15 augustus 1961 | Centrumpartij                  |
|                               | Arvo Korsimo      | Arvo Korsimo (1901–1969)      | Minister voor Openbare Werken      | 13 januari 1959 | 15 augustus 1961 | Centrumpartij                  |
|                               |                   | Toivo Antila (1910–1970)      | Minister voor Agrarische Zaken     | 13 januari 1959 | 15 augustus 1961 | Centrumpartij                  |